# 约翰·卡瓦纳
约翰·卡瓦纳（英語：John Cavanagh，1956年7月21日—），英国男子射箭运动员。他曾代表英国参加2000年、2004年、2008年、2012年和2016年夏季残疾人奥林匹克运动会射箭比赛，获得一枚金牌和一枚银牌。